# Stigmella lediella
Stigmella lediella is een vlinder uit de familie dwergmineermotten (Nepticulidae). De wetenschappelijke naam is voor het eerst geldig gepubliceerd in 1867 door Schleich.
De soort komt voor in Europa.